# Eustachius van Lieshout
Hubertus (Huub) van Lieshout (Aarle-Rixtel, 3 november 1890 – Belo Horizonte, 30 augustus 1943), kloosternaam Eustachius, was een Nederlands pater en missionaris die in 2006 door paus Benedictus XVI is zalig verklaard.
Van Lieshout werd geboren als zoon van Wilhelmus van Lieshout, landbouwer en Elisabeth Meulenhof; een Brabants katholiek gezin met elf kinderen. Hij wilde van jongs af aan missionaris worden bij de Congregatie van de Heilige Harten, net als zijn grote voorbeeld Pater Damiaan, de apostel van de lepralijders van het Hawaïaanse eiland Molokai.
Hij volgde de Latijnse School te Gemert en het kleinseminarie Damianusstichting van de congregatie van de Heilige Harten in Grave. Op 22 september 1910 trad Van Lieshout in bij de congregatie en kreeg de kloosternaam Eustachius. In augustus 1919 werd hij in Ginneken tot priester gewijd.
Na zijn wijding was Eustachius mentor van congregatiekandidaten in Vierlingsbeek, aalmoezenier voor Belgische glasblazers in Maassluis en van 1922 tot 1923 kapelaan in Roelofarendsveen. 

## Uitzending naar Latijns-Amerika
In de jaren twintig van de 20ste eeuw zocht de congregatie een nieuw missiegebied in Latijns-Amerika. Daarom werd Eustachius met twee medebroeders naar Spanje gestuurd om Spaans te leren, maar Eustachius kwam in 1925 in Brazilië terecht; waar Portugees wordt gesproken. In juli 1925 werd zijn eerste standplaats Agua Suja (Minas Gerais), een afgelegen plattelandsparochie. Door zijn zegen en gebed genas Eustachius zieken en bood hij mensen op allerlei manieren hulp. In februari 1935 werd hij pastoor in Poá, vlak bij de grote industriestad São Paulo.
Dagelijks wilden duizenden mensen hem, Wonderdoener van Poá, ontmoeten; het liep zozeer uit de hand dat hij in 1941 tijdelijk onderdook in het binnenland.
Hij werd overgeplaatst naar Belo Horizonte, waar hij bouwpastoor werd van een arme arbeidersparochie. In 1943 werd hij door een insectenbeet besmet met vlektyfus. Hij stierf op 30 augustus 1943. De begrafenis werd een triomftocht en nog steeds komen er dagelijks mensen bidden bij zijn graf.

## Verering en vernoeming
Op 12 april 2003 heeft paus Johannes Paulus II pater Eustachius van Lieshout opgenomen in de rijen van Eerbiedwaardige Dienaren Gods, en op 15 juni 2006 werd hij zalig verklaard in de stad Belo Horizonte in Brazilië. In 2009 werd in Belo Horizonte een bronzen standbeeld van de zalige pater onthuld. In 2010 besloten familieleden van pater Eustachius om een aantal relikwieën te schenken aan Katholieke Kerk in Brazilië.
Op 29 april 2012 werd in de Sint-Janskathedraal in Den Bosch een beeld geplaatst en onthuld van Eustachius.
In januari 2015 werd in de gemeente Laarbeek de fusieparochie Zalige pater Eustachius van Lieshout gevormd uit de vier parochies van Aarle-Rixtel, Beek en Donk, Lieshout en Mariahout. Aarle-Rixtel eerde op 5 september 2021 Eustachius' werk met een standbeeld van de Braziliaanse kunstenaar Edu Santos , geplaatst voor de Onze-Lieve-Vrouw-Presentatiekerk aan de Dorpsstraat.

## Galerie

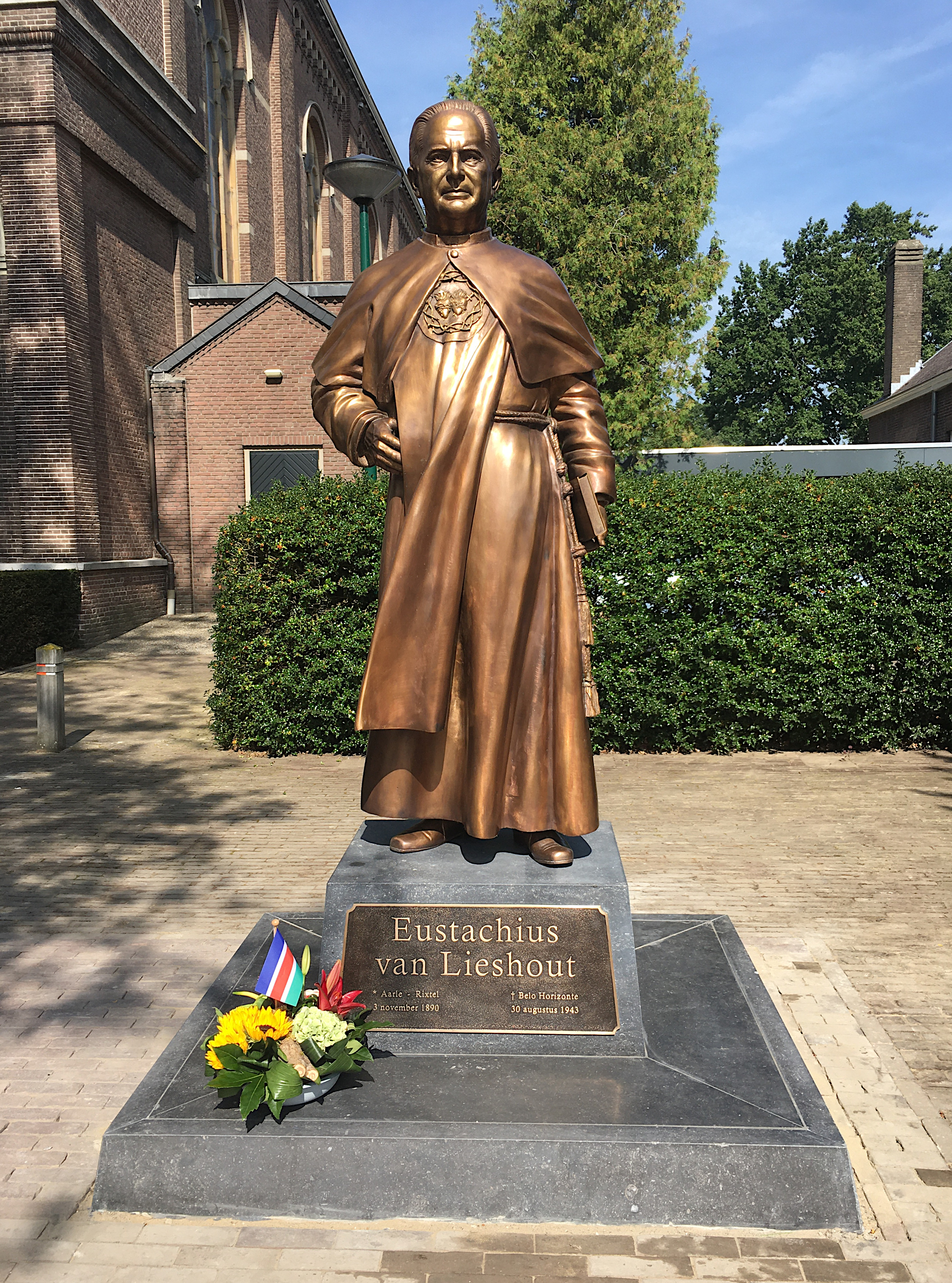
Eustachius in Aarle-Rixtel
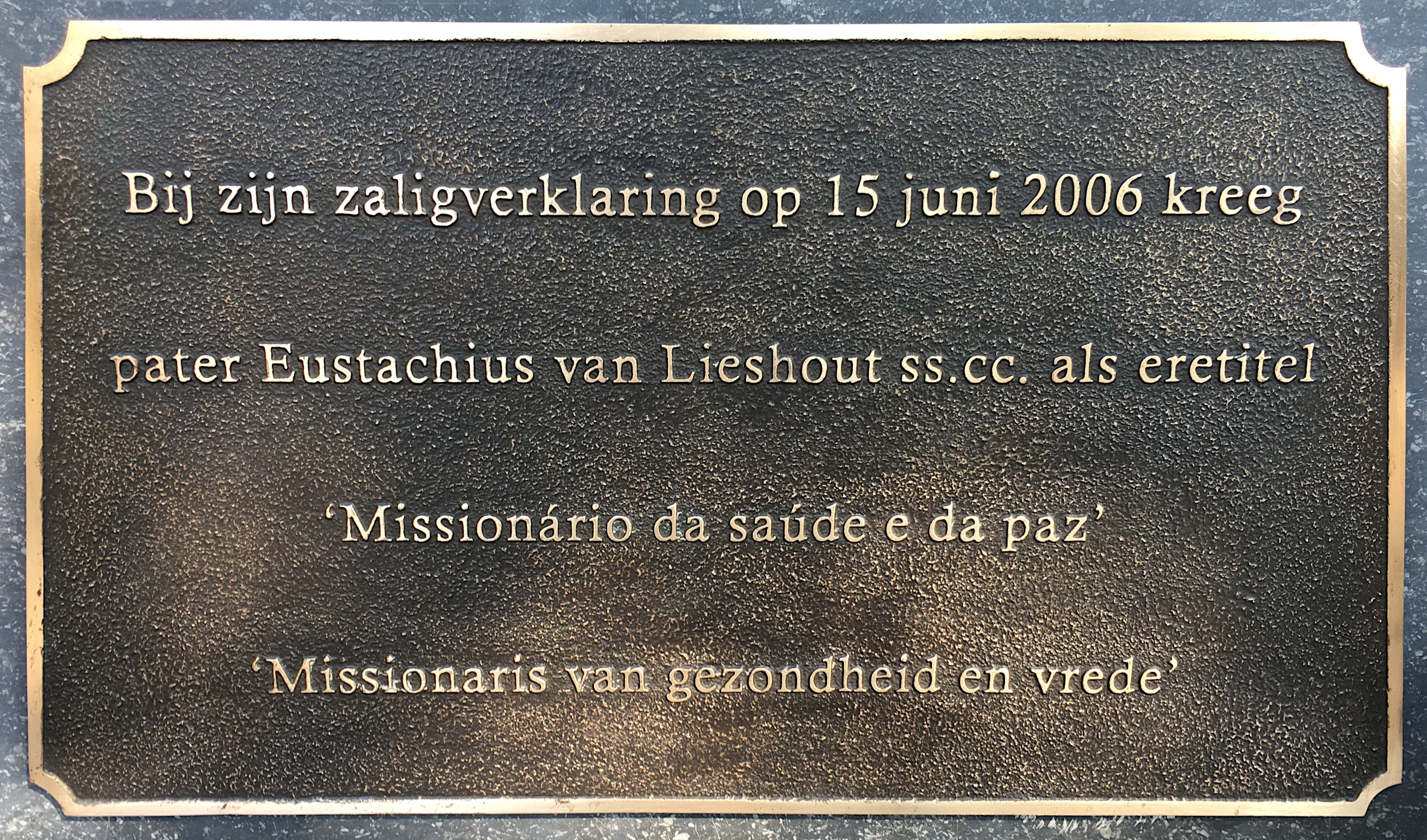
Zaligverklaring
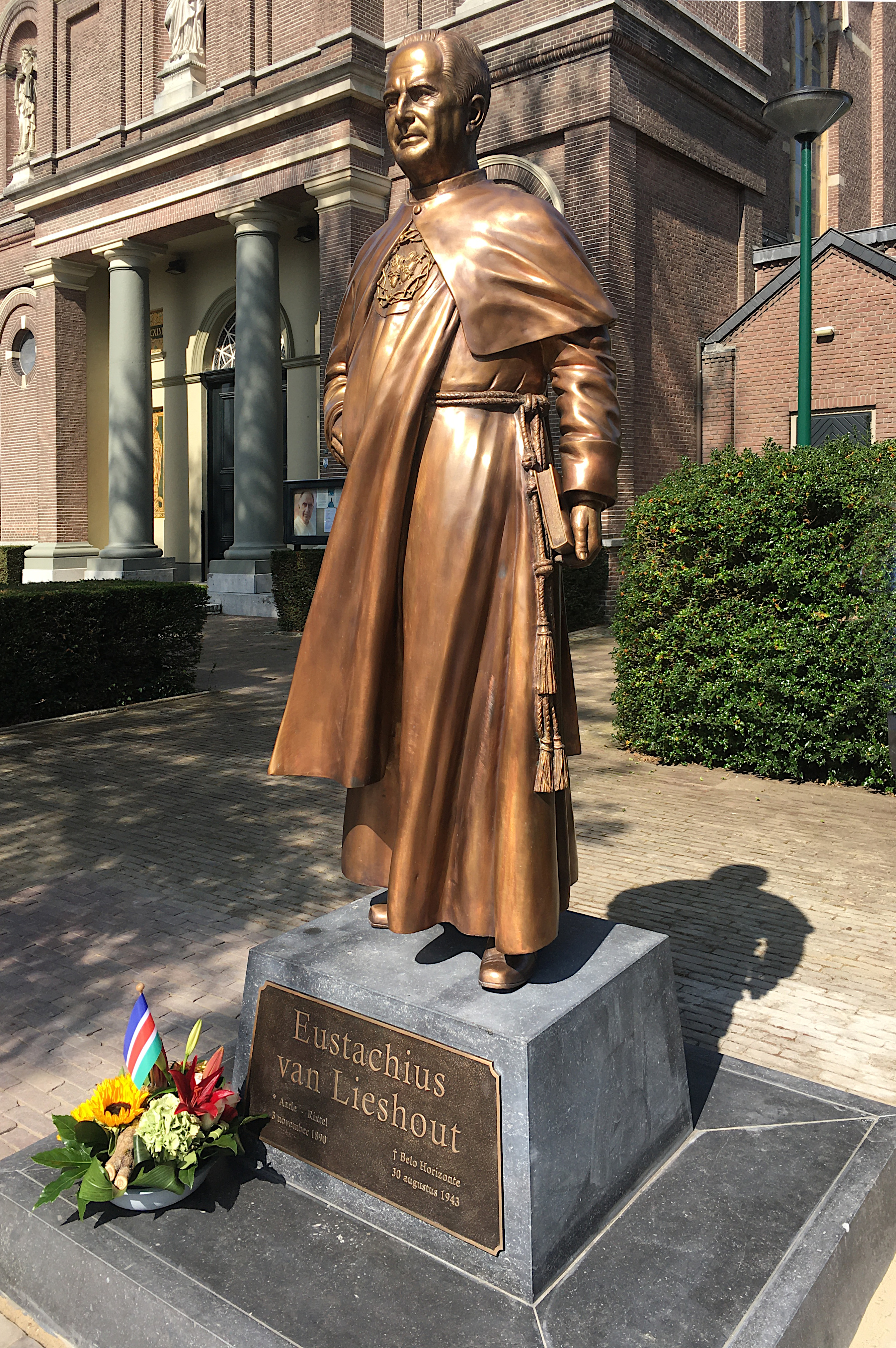
Bij de kerk